# G'ole!
G'ole! é o filme oficial da Copa do Mundo FIFA da Espanha-1982.
O filme foi lançado em 1983, e é narrado por Sean Connery.

## Trilha-sonora
O álbum de trilha sonora do filme da Copa do Mundo de 1982, na Espanha, tem o mesmo nome do filme. Todas as faixas foram compostas pelo tecladista e compositor britânico Rick Wakeman, sendo considerado um dos álbuns de sua discografia.

### Faixas
1. International Flag 2' 12"
2. The Dove (Opening Ceremony) 2' 36"
3. Wayward Spirit 3' 20"
4. Latin Reel (Theme from G'ole) 2' 44"
5. Red Island 5' 4"
6. Spanish Holiday 2' 43"
7. No Possibla 2' 54"
8. Shadows 3' 38"
9. Black Pearls 2' 52"
10. Frustration 3' 10"
11. Spanish Montage 2' 46"
12. G'ole 2:54